# COSPAS-SARSAT

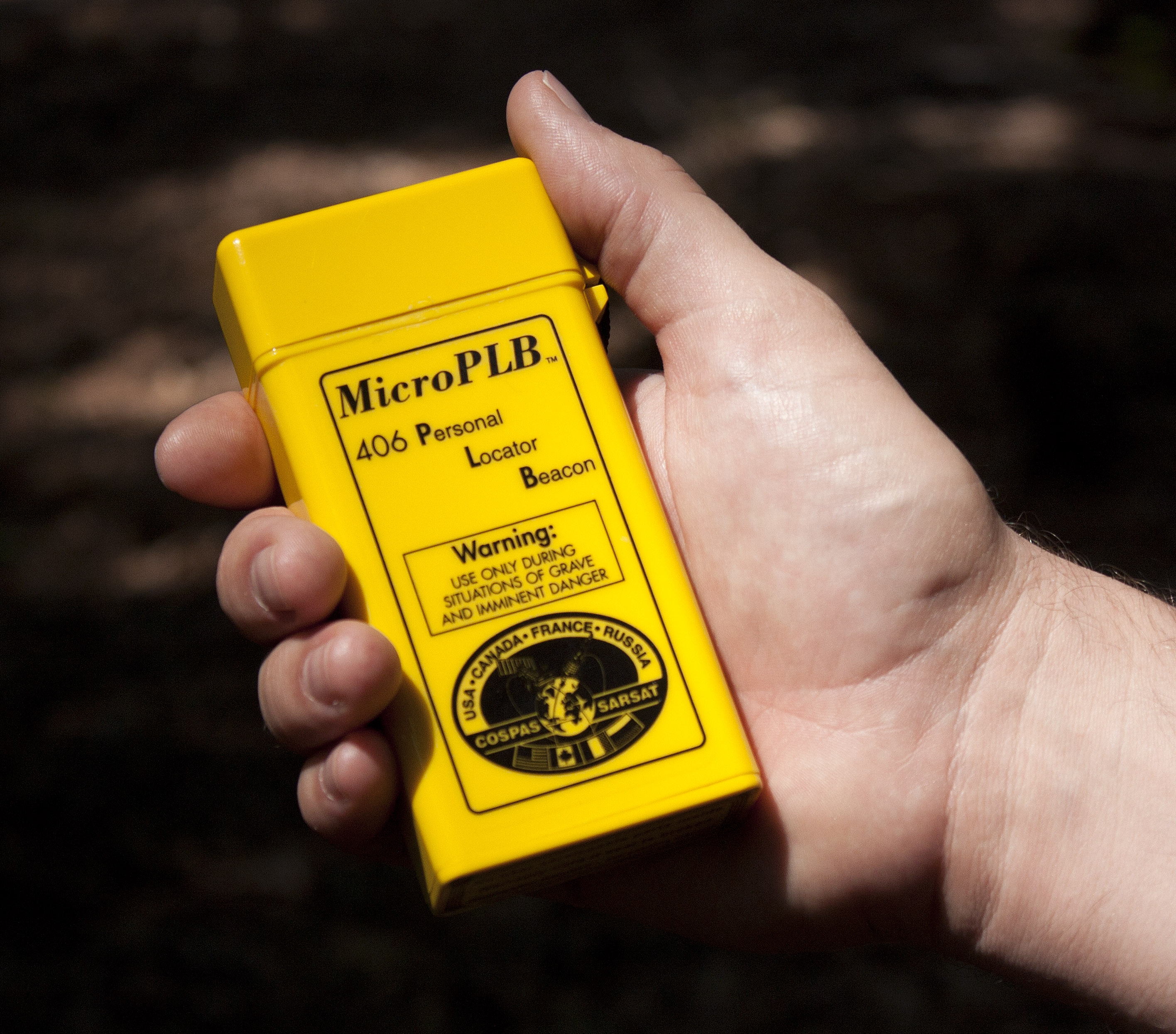
Notfunkbake (PLB) für COSPAS-SARSAT

COSPAS-SARSAT ist ein internationales, satellitengestütztes Such- und Rettungssystem zur Erfassung und Lokalisierung von Notfunkbaken – EPIRB (Emergency Position Indicating Radio Beacon) für Schiffe, ELT (Emergency Locator Transmitter) für Luftfahrzeuge und PLB (Personal Locator Beacon) für die persönliche Verwendung. Das System basiert auf der Technik des Argos-Systems.
Das International COSPAS-SARSAT Programme Agreement wurde am 1. Juli 1988 in Paris von der damaligen Sowjetunion, den USA, Kanada und Frankreich gegründet. Mittlerweile sind dem Programm viele weitere Länder beigetreten, und von 1982 bis 2006 wurden durch das COSPAS-SARSAT-System insgesamt 22031 Personen in 6197 SAR-Einsätzen gerettet.
Die russische Abkürzung Коспас (COSPAS) steht für Kosmitscheskaja Sistema Poiska Awarinych Sudow i Samaljotow (Weltraumsystem für die Suche nach havarierten Schiffen und Flugzeugen); die englische Abkürzung SARSAT bedeutet search and rescue satellite-aided tracking (Satellitenortungssystem für den Such- und Rettungsdienst).

## Komponenten von COSPAS-SARSAT

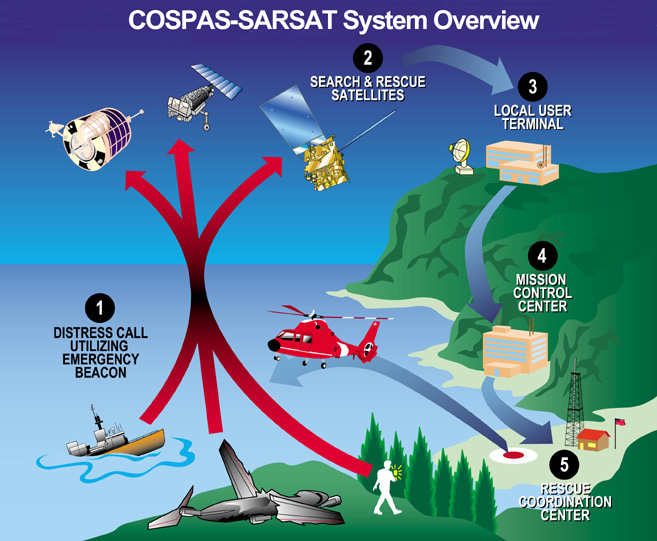
Überblick über satellitenbasierte Alarmierung mittels einer Notfunkbake

Das COSPAS-SARSAT-System besteht aus fünf COSPAS- und fünf SARSAT-Satelliten, wobei die von COSPAS nicht mehr funktionieren, Low-Earth Orbiting Search and Rescue (LEOSAR-Satelliten) und fünf geostationären Satelliten (Geostationary Search and Rescue, GEOSAR). All diese Satelliten empfangen Signale auf der internationalen
Notfunkfrequenz 406 MHz. Die Signale werden bei nächster Gelegenheit an eine Bodenstation (LUT, Local User Terminal) weitergeleitet. Aktuell sind LUTs an 46 Standorten (LEOLUT) bzw. 19 Standorten (GEOLUT) weltweit aktiv (Stand: 15. Dezember 2012). Von der Bodenstation aus werden die Daten über ein Mission Control Center (MCC) an das regional zuständige SPOC (SAR Point of contact) und weiter an das zuständige Rescue Coordination Centre (RCC, Rettungsleitstelle) geleitet. In Westeuropa ist dies das LUT Zentrum in Toulouse, das diese Daten an die Nationalen RCCs weiterleitet. In Deutschland sind das SPOC und Leit-RCC die SAR-Leitstelle der Luftwaffe in Münster (RCC Münster). Für die zivile Luftfahrt und den militärischen Bereich ist das RCC Münster selbst zuständig. Die Verantwortung für die militärische Schifffahrt und den Küstenbereich trägt das ARCC in Glücksburg zusammen mit der Seenotleitung Bremen der DGzRS (MRCC Bremen), die den SAR-Dienst für die zivile Schifffahrt in Nord- und Ostsee übertragen bekommen hat. In der Schweiz ist das RCC „Zürich“ der Schweizer Luftwaffe für alle ELT- und PLT-Bearbeitungen zuständig. Davon ausgenommen sind PLT-Alarme der Hochseeschifffahrt; das dafür zuständige MRCC wird von der Schweizerischen Rettungsflugwacht (REGA) betreut.
Die polumlaufenden Satelliten des LEOSAR-Systems umlaufen die Erde in etwa 100 Minuten auf einer gegenüber dem Äquator um 83° (COSPAS) bzw. 99° (SARSAT) geneigten Bahn, so dass ein gegebener Punkt auf der Erdoberfläche nach spätestens vier Stunden von einem der Satelliten erfasst wird. Falls im empfangenen Notsignal keine GPS-Position enthalten ist, kann ein LUT mit Hilfe der Eigenbewegung der Satelliten gegenüber der Signalquelle und der daraus resultierenden Frequenzänderung durch den Doppler-Effekt und dem Wissen um die Position des Satelliten in Relation zur Erde, während des Auffassens, des Überflugs und des Signalsverlusts, die ungefähre Position der Signalquelle mit einer Genauigkeit von etwa 1–3 Seemeilen bestimmen.
Über die geostationären Satelliten des GEOSAR-Systems kann mangels Eigenbewegung gegenüber den sendenden Notfunkgeräten nicht die Position über Doppler-Effekt bestimmt werden. Ihr Vorteil liegt darin, dass sie ständig große Teile der Erdoberfläche im Blick haben (Abdeckungsbereich zwischen 80° Nord und 80° Süd) und dementsprechend schnell Notsignale empfangen und weitergeben können. Die digitale Signale auf 406 MHz abstrahlenden Geräte senden einen speziellen Code aus, mit welchem die Besitzer über Datenregister direkt identifizierbar sind.
Zur Unterstützung älterer Notfunkbaken empfingen die Satelliten des COSPAS-SARSAT-Systems  auch analoge Signale auf den Notfunkfrequenzen 121,5 MHz und 243 MHz. Aufgrund zahlreicher Nachteile dieser Frequenzen wurde diese Unterstützung aber zum 1. Februar 2009 eingestellt.

### Frequenzen

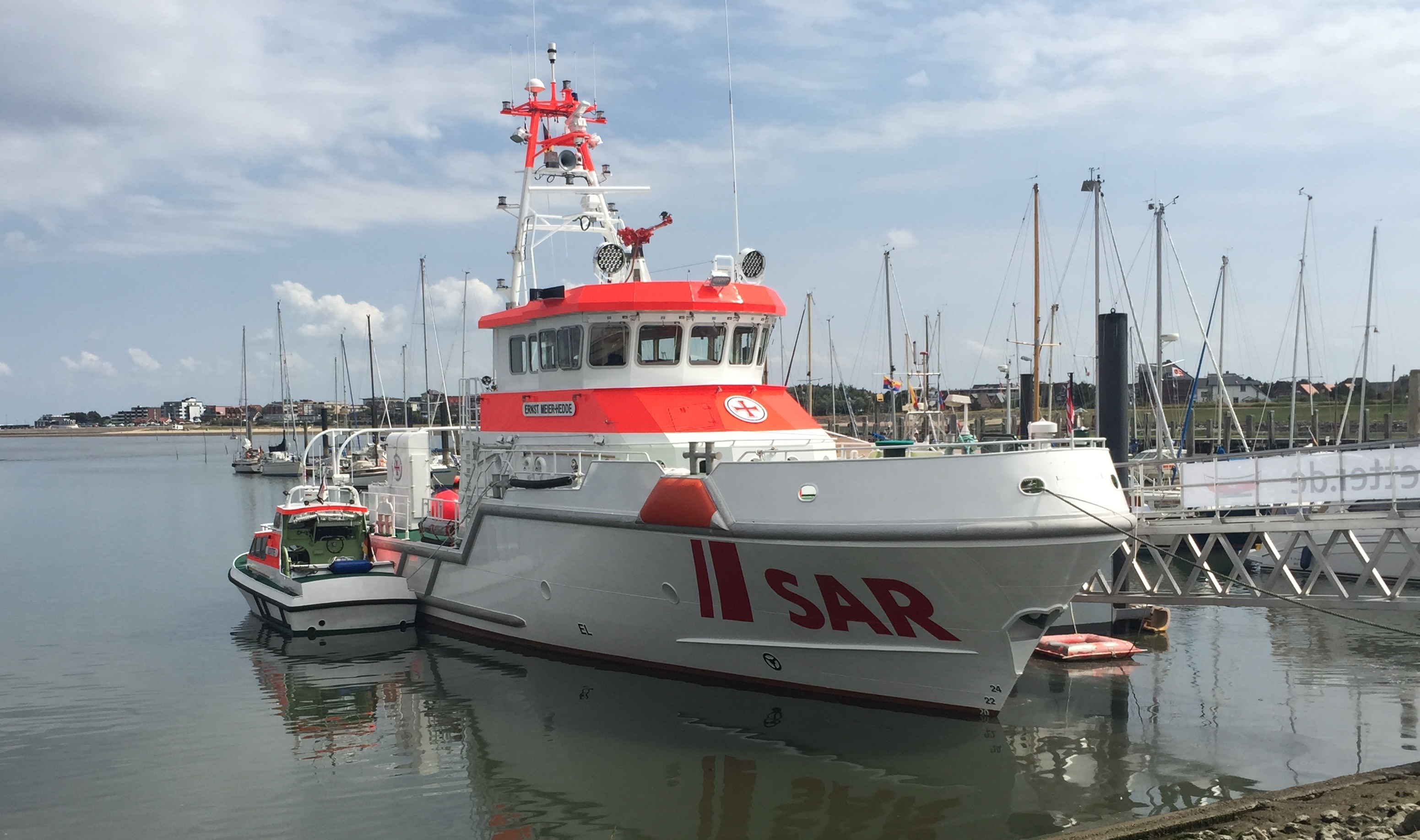
Rettungsboot mit 406 MHz-Peiler für Bojen mit Homing-Funktion. (Die Antenne befindet sich ganz oben und sieht wie zwei Joghurtbecher aus) Es handelt sich dabei um einen Peiler der Firma RHO Electronic GmbH Typ: RT-500-M

Die Satelliten der NOAA empfangen in einem Bereich zwischen 406.000 und 406.100 MHz. Die ausgewiesene Notfunkfrequenz ist 406.025 MHz. Der Bereich zwischen 406.025 MHz und 406.076 MHz ist für Positionsinformationen und Notrufe spezifiziert. Neben Schmalbandaussendungen kann in Notfällen auch Spread Spektrum verwendet werden. Dabei wird der gesamte Bereich und nicht nur 406.025 MHz verwendet. SARSAT spezifiziert 19 Kanäle: Kanal A 406.022 MHz, Kanal B 406.025 MHz, Kanal C 406.028 MHz, Kanal D 406.031 MHz, Kanal E 406.034 MHz, Kanal F 406.037 MHz, Kanal G 406.040 MHz, Kanal H 406.043 MHz, Kanal I 406.046 MHz, Kanal J 406.049 MHz, Kanal K 406.052 MHz, Kanal L 406.055 MHz, Kanal M 406.058 MHz, Kanal N 406.061 MHz, Kanal O 406.064 MHz, Kanal P 406.067 MHz, Kanal Q 406.070 MHz, Kanal R 406.073 MHz, Kanal S 406.076 MHz. Die Downlink-Frequenz der Satelliten ist 1544.5 MHz. Auf dieser Frequenz werden die gesammelten Informationen mit einer Geschwindigkeit von 2.4 Kbyte ausgesendet. Da alle Satelliten dieselbe Frequenz verwendeten und ununterbrochen die Daten aussendeten, konnte es vorkommen, dass eine Bodenstation aufgrund von gegenseitigen Störungen die Daten nicht empfangen konnte. Dies geschah dann, wenn zwei oder mehr Satelliten im Empfangsbereich der Bodenstation waren.
Die NOAA Satelliten empfangen auch andere Aussendungen und leiten diese weiter. So wird die Uplink-Frequenz 401.650 MHz zum Sammeln von Kurznachrichten von Bojen verwendet. Die Bojen können ebenfalls mithilfe des Doppler-Effekts geortet werden. Das System wird Data Collection System, kurz DCS-2 genannt. Die SAR-Bodenstationen müssen die relevanten Daten aus den Daten-Streams selber herausfiltern.
Notfunk-Baken dürfen mit einer Sendeleistung zwischen 35 und 39 dBm (gemessen an 50 Ohm Widerstand) betrieben werden. Das entspricht einer Sendeleistung zwischen 4 und 8 Watt. In den ersten 120 Sekunden nach Aktivierung dürfen Datenpakete alle 5 Sekunden ausgesendet werden. Nach 300 Sekunden dürfen Pakete nur noch alle 30 Sekunden gesendet werden. Als Sendefrequenzen kommen Kanal B 406.025 MHz und Kanal C 406.028 MHz für schmalbandige Aussendungen in Betracht. Die Länge einer Aussendung darf zwischen 460 und 520 Millisekunden betragen. Die Übertragungsgeschwindigkeit soll 460 Bits/Sekunde betragen. Eine Boje muss in der Lage sein, mindestens 24 Stunden lang ein Signal zu senden. Notfunk-Baken dürfen ein Homing-Signal im Frequenzbereich 406 MHz aussenden. Viele Bojen verwenden aber dafür die Frequenz 121,500 MHz. Mit einem Funkpeiler können Rettungskräfte solche Aussendungen orten. Das ist wichtig, da bei Notfunk-Bojen keinerlei Garantie besteht, dass der eingebaute GNSS-Empfänger ordnungsgemäß funktioniert und eine Position ermittelt werden kann.

## Geschichte
Das SARSAT-System wurde in den 1970er Jahren in einer gemeinsamen Initiative von den USA, Kanada und Frankreich entwickelt, um eine sichere Alternative zur bis dahin üblichen, aber mit vielen Nachteilen behafteten Alarmierung auf der Flugnotfrequenz 121,5 MHz zu schaffen. Parallel dazu wurde in der damaligen Sowjetunion das COSPAS-System entwickelt.
In den Jahren 1979 bis 1988, mitten im Kalten Krieg, wurden die beiden Systeme nach und nach zu COSPAS-SARSAT zusammengelegt: 1982 startete der erste gemeinsame Satellit, 1984 wurde das Verfahren als voll funktionsfähig deklariert, und 1988 wurde die Zusammenführung der beiden Systeme offiziell besiegelt. Der COSPAS-Teil des Systems wurde nach dem Zusammenbruch der Sowjetunion von Russland übernommen, während in den USA die Zuständigkeit für den SARSAT-Teil inzwischen von der NASA auf die National Oceanic and Atmospheric Administration (NOAA) übergegangen ist.
Mittlerweile sind dem Programm viele weitere Länder beigetreten (Algerien, Argentinien, Australien, Brasilien, Kanada, Chile, China, Dänemark, Frankreich, Deutschland, Griechenland, Indien, Indonesien, Italien, Japan, Korea, Madagaskar, Niederlande, Neuseeland, Nigeria, Norwegen, Pakistan, Peru, Russland, Saudi-Arabien, Singapur, Südafrika, Spanien, Schweden, Schweiz, Thailand, Tunesien, Vereinigtes Königreich, Vietnam, USA, teilnehmende Organisationen, The Marine Department of Hong Kong).